# Helluomorphoides nigerrimus
Helluomorphoides nigerrimus es una especie de escarabajo del género Helluomorphoides, tribu Helluonini, familia Carabidae. Fue descrita científicamente por Klug en 1834.
Habita en ecosistemas terrestres y se distribuye por América del Sur, en Argentina y Brasil.